# Makima
Makima (マキマ?) è un personaggio immaginario ideato da Tatsuki Fujimoto e l'antagonista principale della prima parte del manga e anime Chainsaw Man. È un ufficiale della Pubblica Sicurezza che manipola gli eventi della serie di nascosto. La sua vera identità è il Diavolo Controllo (支配の悪魔?, Shihai no Akuma), una delle quattro cavalieri dell'Apocalisse.
Nei doppiaggi originali è interpretata da Tomori Kusunoki, nell'adattamento italiano invece da Benedetta Ponticelli. Il personaggio è stato accolto positivamente sia dalla critica che dal pubblico, soprattutto per la sua natura enigmatica e accogliente. Makima ha ricevuto anche diverso Merchandising ed è apparsa nelle collaborazioni con la serie.

## Concezione e sviluppo
Secondo l'autore Tatsuki Fujimoto, Makima fu il primo personaggio di Chainsaw Man che abbia sviluppato interamente "sia dentro che fuori", descrivendola come una figura che rappresentasse la "dominazione". Makima fu ispirata dal personaggio di Benten del romanzo Uchōten kazoku, ereditando la sua natura di "essere impenetrabile" che si pone al di sopra degli umani, ma nasconde la propria "tristezza". Il nome inoltre fu ideato pensando al "tagliare le cose" proprio come le motoseghe, infatti se si rimuove la sillaba "ki" dal nome rimane la parola "mama", che rispecchia il desiderio materno del protagonista orfano Denji. La battaglia finale tra Denji e Makima fu ispirata da quella tra Koyomi Araragi e Kiss-shot Acerola-orion Heart-under-blade della serie Monogatari.

### Doppiaggio

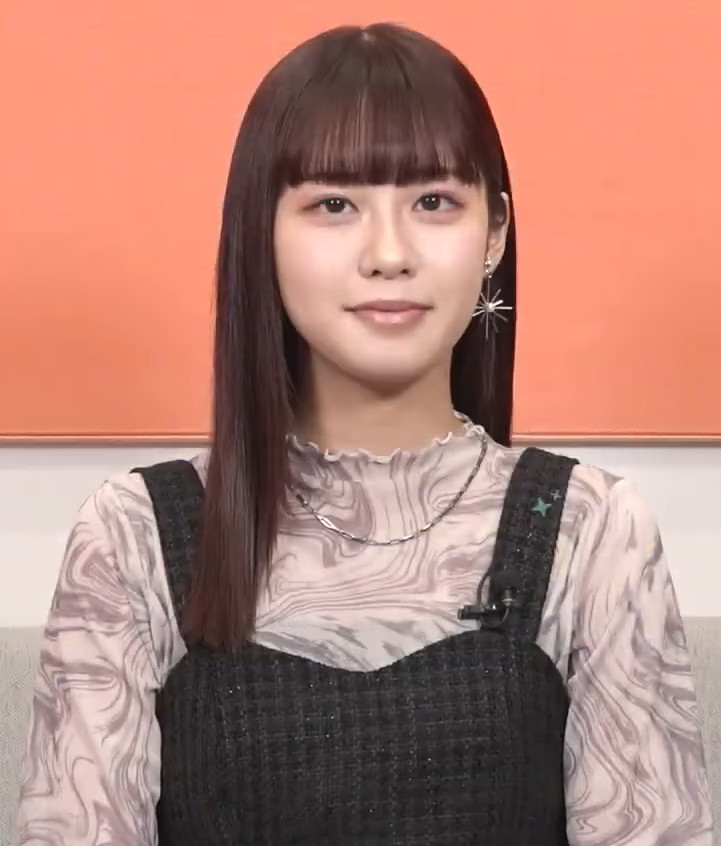
Tomori Kusunoki, la doppiatrice di Makima nell'adattamento animato

La doppiatrice di Makima nell'adattamento animato è Tomori Kusunoki. Fin da prima della sua audizione, Kusunoki fu una grande fan del personaggio di Makima, arrivando persino a pregare su delle sue illustrazioni e creare un altare a lei dedicato durante le audizioni. La doppiatrice ammirò Makima per essere un'adulta che "non è mai di fretta" e lascia "spazio a tutto".
Nel doppiaggio italiano è intrepretata da Benedetta Ponticelli.

## Descrizione del personaggio
Makima è una donna, ufficiale della Pubblica Sicurezza, gentile e rassicurante, che nasconde anche un lato calcolatore, freddo e razionale; è uno dei quattro Cavalieri dell'Apocalisse, il Diavolo Controllo. In realtà la sua natura è complessa e sfaccettata: se da un lato il suo desiderio più profondo è quello di avere una famiglia, dall'altro è stata sempre vista come un'arma senza emozioni dal governo giapponese. Makima ama molto i cani, che a suo dire sono come gli esseri umani, stupidi e intelligenti allo stesso tempo, e ne possiede sette. Il suo scopo ultimo è creare un mondo perfetto in cui tutti siano "uguali" e non soggiogati dalla paura.

### Poteri e abilità
Il suo potere consiste nel controllare persone e Diavoli che ritiene inferiori a sé, ottenendo da loro tutto ciò che desidera semplicemente ordinandoglielo. 

## Biografia del personaggio

### Parte 1 - Saga della Pubblica Sicurezza
Makima è un ufficiale della Pubblica Sicurezza che offre a Denji vita e alloggio in cambio della sua obbedienza, minacciandolo di cacciarlo come se fosse un diavolo se non collabora. Nella serie, Makima funge da mentore a Denji, trovandogli una famiglia e stuzzicandolo, promettendogli relazioni romantiche e sessuali con lei.
Quando Denji esprime il desiderio di diventare un suo cane per non dover più pensare, identificandosi così come inferiore a lei e indegno del ruolo di Chainsaw Man, uccide Power davanti a lui, per spezzare il suo contratto con Pochita gli fa credere che creerà e distruggerà ogni felicità che lui possa provare per il resto della sua vita. Dopo che Denji ha ripreso il controllo del suo corpo, Makima lo affronta al cimitero. Dopo averlo indebolito con la sua squadra di ibridi lo sconfigge in un corpo a corpo, ma mentre è distratta il vero Denji compare alle sue spalle e la ferisce con una motosega. Con l'aiuto di Kishibe, Denji la fa a pezzi e la divora, dicendole che porterà il peso dei suoi peccati con lei, e che la ama ancora nonostante tutto quello che ha fatto. Qualche tempo dopo, la reincarnazione di Makima, una bambina di nome Nayuta (ナユタ?), viene ritrovata in Cina da Kishibe. Nonostante il vecchio cacciatore affermi che non ha più memorie della sua vita precedente, Nayuta riconosce Denji mordendolo come fece nel suo ufficio tempo prima e si comporta come se già lo conoscesse, indicandolo e chiamandolo “cagnolino”. Denji accetta dunque di prendersi cura di Nayuta.

### Parte 2 - Saga della Scuola
In parte 2, Nayuta manifesta un attaccamento geloso e possessivo nei confronti di Denji, che considera una sua proprietà, come evidenziato quando gli proibisce di avere rapporti amichevoli con Asa o con qualsiasi altra ragazza, ricordando come ogni ragazza da lui incontrata abbia sempre cercato di ucciderlo.

## Altri media
Al di fuori del franchise di origine, Makima è apparsa in Goddess of Victory: Nikke in un evento cross-over con la serie.

## Accoglienza

### Popolarità

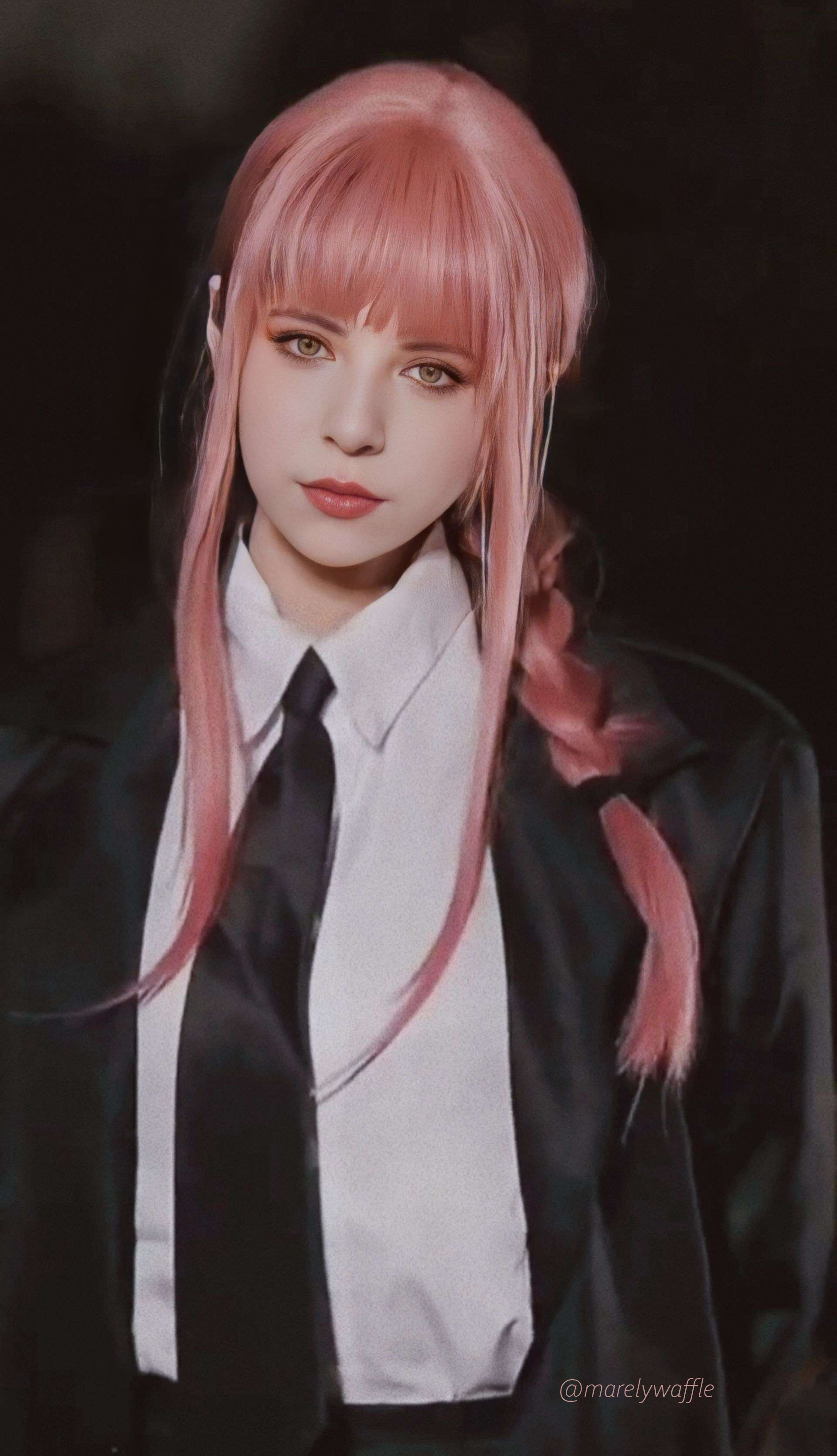
Cosplayer di Makima

Makima è stata accolta positivamente dal pubblico. In un sondaggio del manga, è arrivata 6ª. In un altro sondaggio, è arrivata 2ª dietro solo a Aki. Ai Crunchyroll Anime Awards del 2024, due doppiatrici di Makima sono state nominate per "Miglior doppiatrice" per il loro ruolo, tra cui Benedetta Ponticelli, ma hanno perso contro Léo Rabelo e Mosè Singh.
Il personaggio è stato oggetto di diversi cosplay.

### Critica
Makima è stata accolta positivamente anche dalla critica. Louis Kemner e Robbie Robinson Comic Book Resources di hanno subito notato la popolarità e memorabilità del personaggio, sostenendo che "potrebbe anche essere un mostro, ma i fan la amano ugualmente". Kemner ha accostato le azioni e gli obiettivi "egoisti" di Makima a quelli di altri personaggi della serie e hanno comparato il rapporto tra Denji e Makima a quello di Yuji Itadori e Satoru Gojō di Jujutsu kaisen - Sorcery Fight e anche a quello di Naruto Uzumaki e Jiraiya di Naruto. Skyler Allen di Crunchyroll ha evidenziato la "gentilezza apparente" di Makima per Denji e l'ha contrapposta alle interazione tra i due personaggi più avanti nella serie, definendo il loro rapporto come "momenti veramente intimi" dal punto di vista di Denji al contrario delle altre interazioni, che ha chiamato "puramente transazionali", nonostante l'ironia dello spettatore che ricerca la malizia in Makima.
Kestrel Swift di The Fandom Post ha descritto Makima come un "bellissimo personaggio", talvolta "cordiale", ma con "tendenze piuttosto sadiche". Notando come si è evoluto il personaggio nella serie animata, Swift ha evidenziato la narrativa di Makima, descrivendola come "la più grande forza del bene" tuttavia ha sostenuto che l'unico dei quattro personaggi principali di cui lo spettatore non poteva fidarsi completamente. L'ha poi definita "terrificante", "enigmatica", "spaventosa", e "probabilmente [...] una sociopatica". Swift ha poi comparato i poteri del personaggio a Death Note, evidenziando il contrasto tra il movimento "aggraziato" delle mani e "l'orribile" morte delle vittime. Rafael Motomayor di /Film ha elogiato Makima, sostenendo che sia "uno dei migliori personaggi di uno show già straordinario" e una "trovata intelligente su un archetipo di personaggio femminili" che spicca grazie alla sua natura sinistra e manipolativa. Motomayor ha lodato soprattutto la scena di Da Kyoto in cui il personaggio usa gesti rituali e sacrifici umani per uccidere gli agenti del Diavolo Pistola, definendola una delle scene più "inquietanti" e "terrificanti" della serie. Antonio Agostinacchio di Everyeye.it ha inserito Makima nella sua lista dei cattivi che "bramano l'attenzione del protagonista", sostenendo che sia il perfetto esempio di "ossessione" che si nasconde dietro "una maschera di gentilezza".

## Influenza culturale
Makima è apparsa in un episodio della webserie Death Battle dove ha combattuto contro Satoru Gojō di Jujutsu kaisen - Sorcery Fight vista la simile popolarità ottenuta rispetto il protagonista e i poteri dei personaggi.

### Merchandising
Makima ha ricevuto diverso Merchandising tra cui action figure e vestiti.